# Apotolamprus quadrinotatus
Apotolamprus quadrinotatus là một loài bọ cánh cứng trong họ Bọ hung (Scarabaeidae).